# 1151
Évszázadok: 11. század – 12. század – 13. század
Évtizedek: 1100-as évek – 1110-es évek – 1120-as évek – 1130-as évek – 1140-es évek – 1150-es évek – 1160-as évek – 1170-es évek – 1180-as évek – 1190-es évek – 1200-as évek
Évek: 1146 – 1147 – 1148 – 1149 –  1150 – 1151 – 1152 – 1153 – 1154 – 1155 – 1156

## Események
- az év folyamán – 
  - A 18 éves Anjou Henrik követi apját Anjou trónján.
  - II. Géza serege Kijev felé indul II. Izjaszláv kijevi nagyfejedelem megsegítésére, de út közben vereséget szenvednek Vlagyimirko halicsi fejedelemtől.[1]
  - Izlandon kiadják a világ első, járványok és tűzkár elleni biztosítási kötvényét.
  - Martyrius egri püspök foglalja el az esztergomi érseki széket.[2]

## Születések
- április 10. – Igor Szvjatoszlavics, a Rurik-dinasztiából származó herceg. A kunok elleni hadjáratáról szól az Igor-ének († 1202)

Bizonytalan dátum
- I. Mihály, kijevi nagyfejedelem († 1176)
- Unkei, japán szobrász († 1223)
- Sverre Sigurdsson, norvég király († 1202)
- Franciaországi Alix, VII. Lajos francia király és első felesége, Aquitániai Eleonóra második leánya († 1197/98)
- Urraca, portugál infánsnő, VI. Alfonz kasztíliai király lánya († 1188)

## Halálozások
- január 10. – II. Theobald, Champagne grófja (* 1090)
- január 13. – Suger apát, teológus, bencés szerzetes, író, politikus, építész (* 1081 körül)
- április 23. – Löweni Adelhaid, I. Henrik angol király, második felesége (* 1103)
- szeptember 7. – V. Gottfried, Anjou grófja, Matilda angol királynő második férje, II. Henrik angol király apjaként a Plantagenêt-dinasztia megalapítója (* 1113)

Bizonytalan dátum
- Kasztíliai Elvira, VI. Alfonz kasztíliai király, törvénytelen lánya, IV. Rajmund toulouse-i gróf felesége (* 1082 előtt)
- Honorius Augustodunensis, francia teológus (* 1080)
- Kölni Arnold, Köln püspöke (* 1100 körül)